# Danh sách lỗ đen lớn nhất

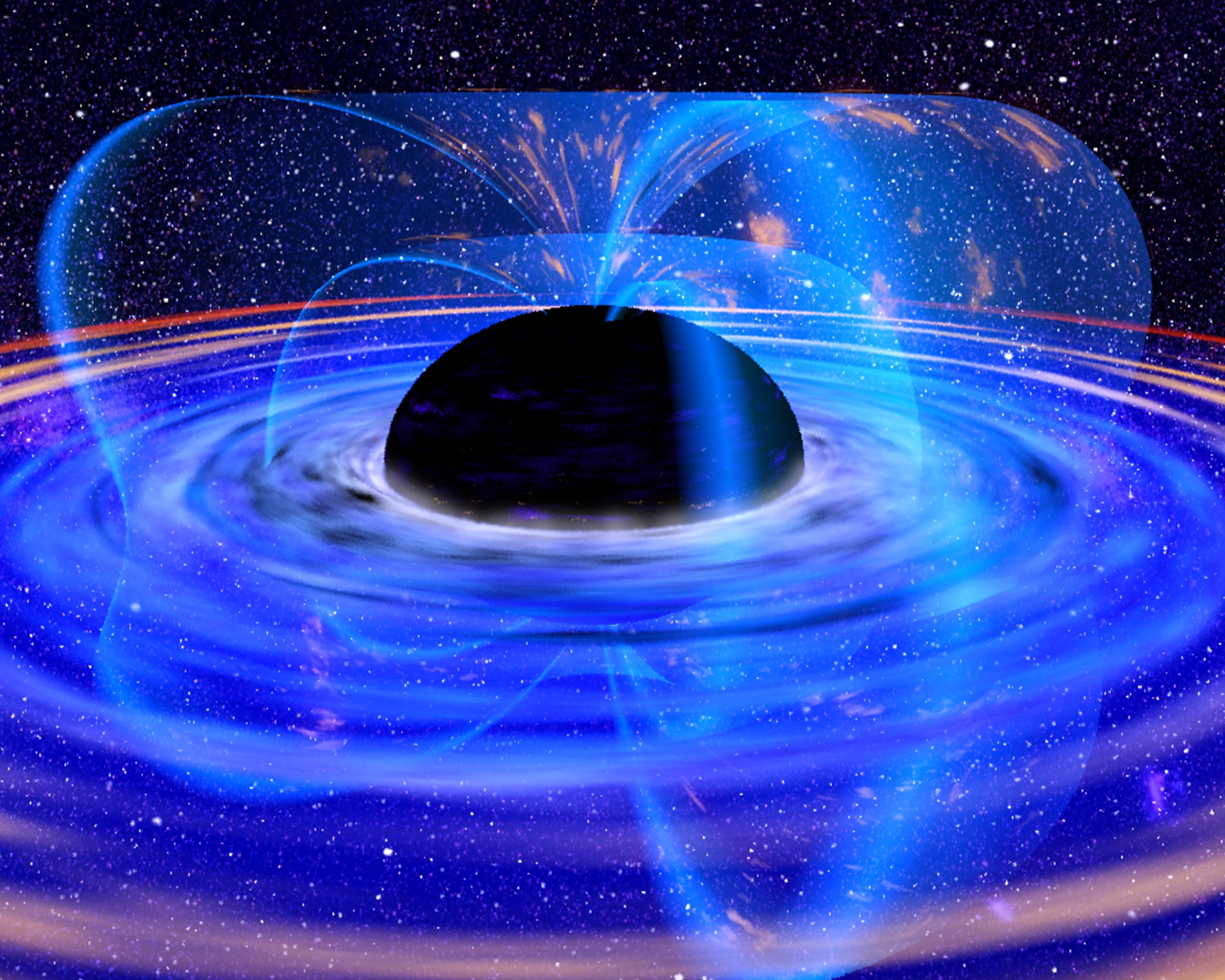
Minh họa đĩa bồi đắp quanh lỗ đen

Danh sách các lỗ đen lớn nhất xếp theo thứ tự khối lượng dự đoán mà khoa học của loài người đã quan sát được, đơn vị tính là Khối lượng Mặt Trời (M☉={\displaystyle (1,98855\pm 0,00025)\times 10^{30}kg}). Các lỗ đen siêu khối lượng có khối lượng từ hàng trăm ngàn tới hàng vài chục tỷ lần M☉ có thể tìm thấy ở hầu hết trung tâm các thiên hà lớn, ví dụ như Ngân Hà của chúng ta, hay các hàng xóm như Thiên hà Tiên Nữ, Messier 32 và xa hơn như NGC 4395.

## Danh sách
Danh sách này không đầy đủ, bạn cũng có thể giúp mở rộng danh sách.

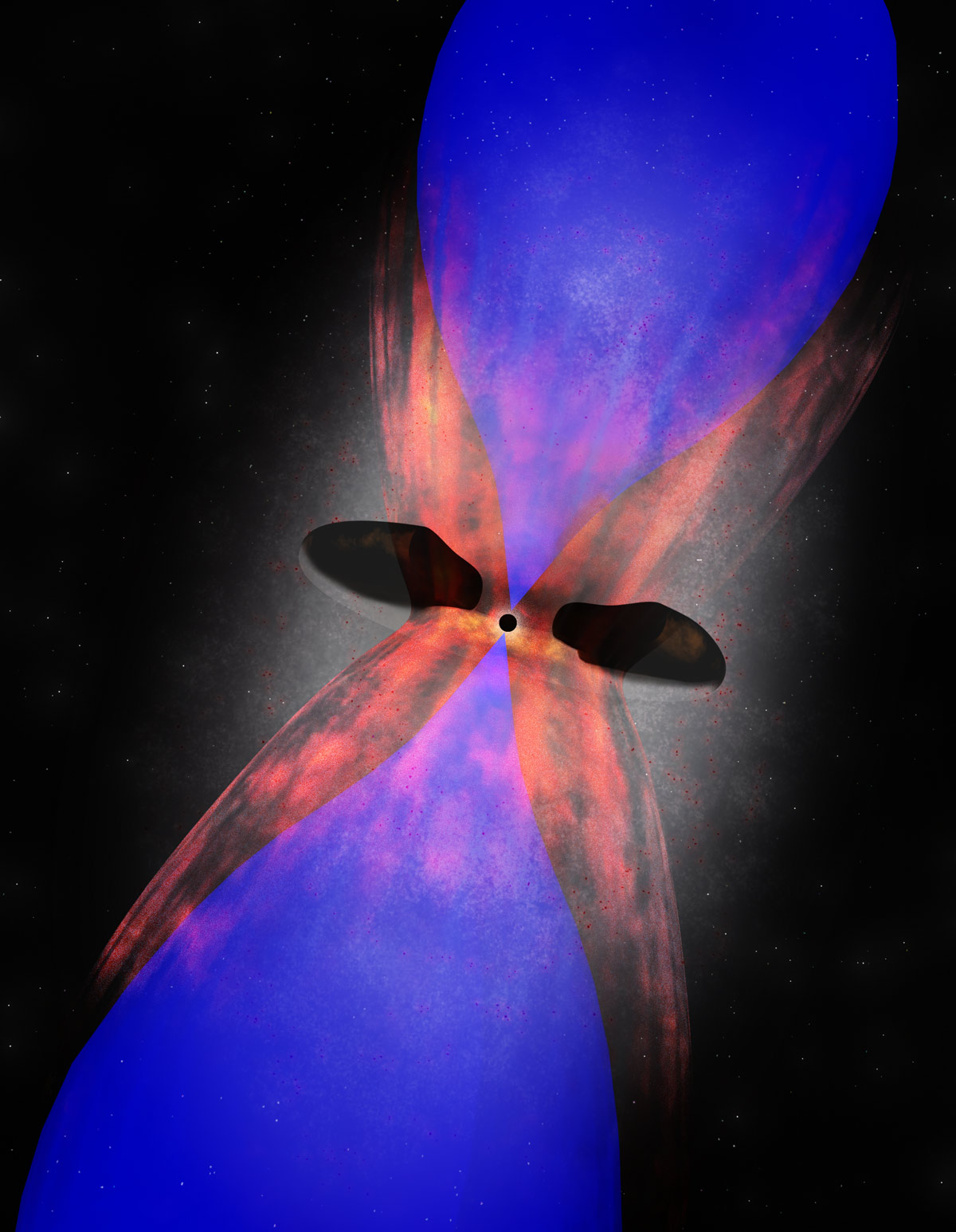
Lỗ đen lớn nhất tại Phoenix A

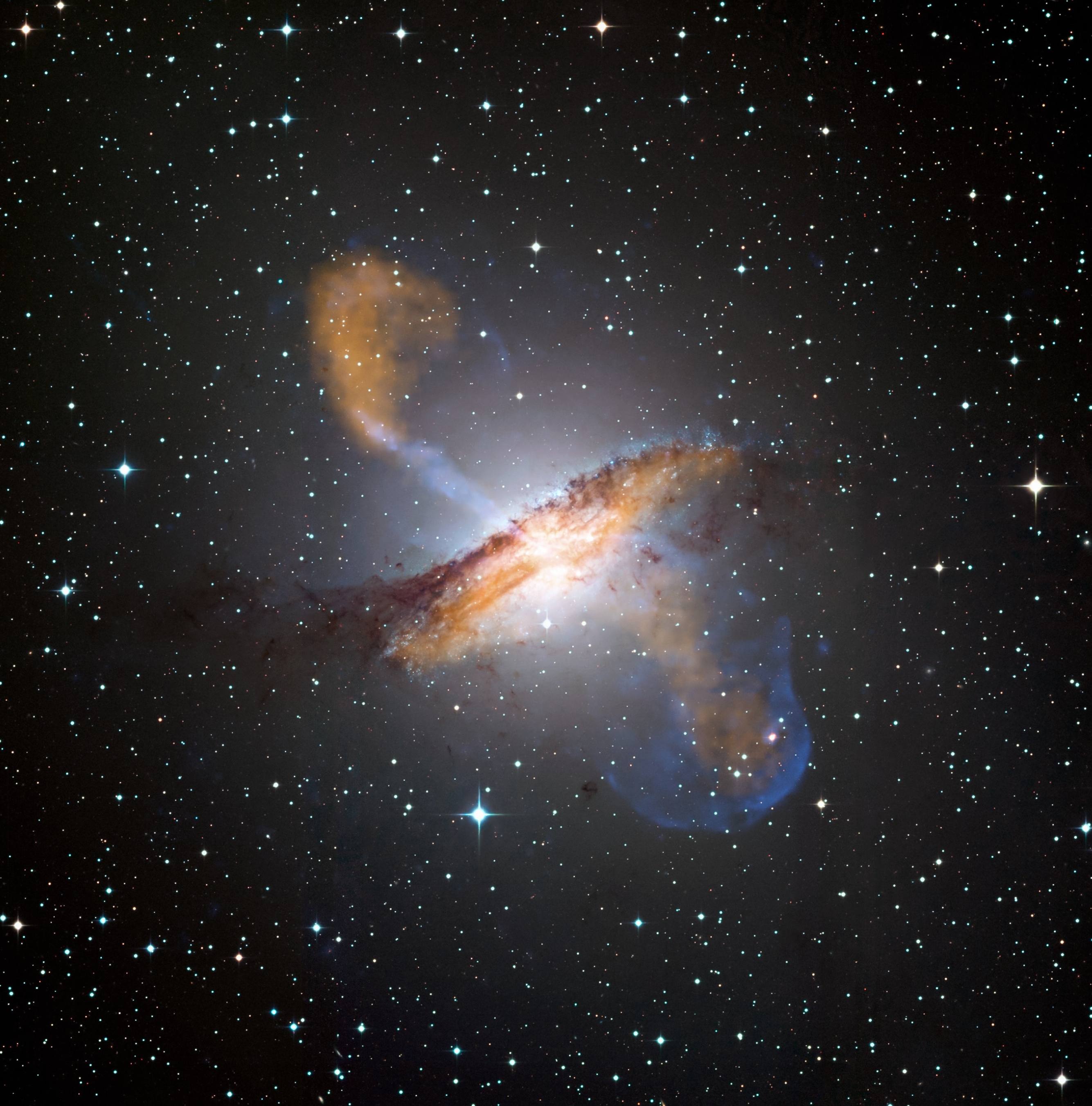
Lỗ đen tại thiên hà Centaurus A trong chòm sao Nhân Mã

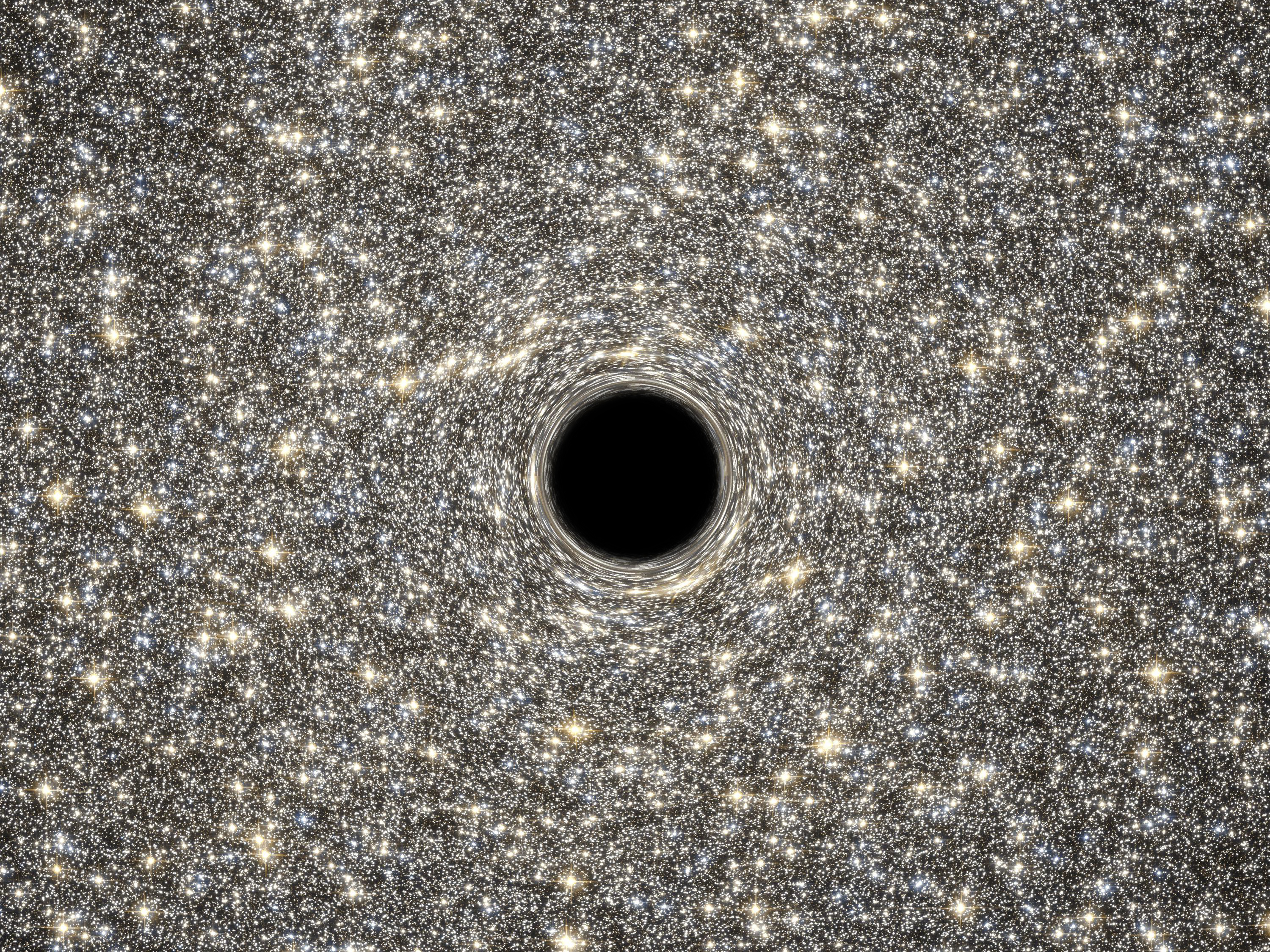
Lỗ đen trung tâm Thiên hà lùn siêu đặc M60-UCD1

Các lỗ đen liệt kê dưới đây xếp hạng theo khối lượng được ghi chép theo nhiều phương pháp khác nhau nên các kết quả có thể không chính xác. Các nhà khoa học xác định khối lượng lỗ đen dựa trên các kết quả quan sát và tính toán theo bản đồ chấn dội (thông qua chuyển động của các đám mây bụi khí bị hút vào lỗ đen), hiệu ứng Doppler (kết hợp dịch chuyển đỏ, dịch chuyển xanh và vận tốc xuyên tâm), phân tán vận tốc hay quan hệ M–sigma.
| Tên                                                                          | Khối lượng Mặt trời (Mặt Trời = 1) | Ghi chú |
| ---------------------------------------------------------------------------- | ---------------------------------- | --- |
| Phoenix A                                                                    | 1×1011                             | Ước tính từ tương quan đường phát xạ chuẩn tinh MgII. |
| 4C +74.13                                                                    | 7,76×10                            | Ước tính từ tương quan đường phát xạ chuẩn tinh MgII. |
| SDSS J221511.93-004550.0                                                     | 7,08×10                            | Ước tính từ tương quan đường phát xạ chuẩn tinh MgII. |
| SDSS J014036.47+000335.8                                                     | 6,97×10                            | Ước tính từ tương quan đường phát xạ chuẩn tinh MgII. |
| TON 618                                                                      | 66 000 000 000                     | |
| S5 0014+81                                                                   | 40000                              | Bài báo năm 2010 chỉ ra rằng có một dòng vật chất bức xạ quanh trục với cường độ cao là biểu hiện của một lỗ đen có khối lượng rất lớn. Các nhà khoa học ước tính rằng mỗi năm, lỗ đen này hút một lượng vật chất bằng khoảng 4000 lần khối lượng Mặt Trời. |
| SDSS J102325.31+514251.0                                                     | (3,31±0,61)×10                     | Ước tính từ tương quan đường phát xạ quasar MgII. |
| Lỗ đen tại trung tâm quasar H1821+643                                        | 30000                              | Cụm thiên hà gần nhất chứa một chuẩn tinh trong lõi của nó |
| APM 08279+5255                                                               | 2,3×10 1,0+0,17 −0,13×10           | |
| NGC 4889                                                                     | (2,1±1,6)×10                       | |
| Lỗ đen ở trung tâm thiên hà elip Phoenix Cluster trong chòm sao Phượng Hoàng | 20000                              | Lỗ đen này mỗi năm thu nạp thêm một lượng vật chất bằng khoảng 60 lần khối lượng Mặt Trời. |
| SDSS J074521.78+734336.1                                                     | (1,95±0,05)×10                     | |
| OJ 287 primary                                                               | 18000                              | |
| NGC 1600                                                                     | (1,7±0,15)×10                      | |
| SDSS J08019.69+373047.3                                                      | (1,51±0,31)×10                     | |
| SDSS J115954.33+201921.1                                                     | (1,41±0,10)×10                     | |
| SDSS J075303.34+423130.8                                                     | (1,38±0,03)×10                     | |
| SDSS J080430.56+542041.1                                                     | (1,35±0,22)×10                     | |
| Abell 1201 BCG                                                               | (1,3±0,6)×10                       | |
| SDSS J081855.77+095848.0                                                     | (1,20±0,06)×10                     | |
| SDSS J0100+2802                                                              | (1,24±0,19)×10                     | |
| SDSS J082535.19+512706.3                                                     | (1,12±0,20)×10                     | |
| SDSS J013127.34-032100.1                                                     | (1,1±0,2)×10                       | |
| PSO J334.2028+01.4075                                                        | 10000                              | |
| Black hole of central elliptical galaxy of RX J1532.9+3021                   | 10000                              | |
| QSO B2126-158                                                                | 10000                              | |
| Holmberg 15A                                                                 | 10000                              | |
| SDSS J015741.57-010629.6                                                     | (9,8±1,4)×109                      | |
| NGC 3842                                                                     | 9,7+3,0 −2,5×109                   | |
| SDSS J230301.45-093930.7                                                     | (9,12±0,88)×109                    | |
| SDSS J075819.70+202300.9                                                     | (7,8±3,9)×109                      | |
| CID-947                                                                      | 6,9+0,8 −1,2×109                   | |
| SDSS J080956.02+502000.9                                                     | (6,46±0,45)×109                    | |
| SDSS J014214.75+002324.2                                                     | (6,31±1,16)×109                    | |
| Messier 87                                                                   | 7,22+0,34 −0,40×109 6300000        | |
| NGC 5419                                                                     | 7,2+2,7 −1,9×109                   | |
| SDSS J025905.63+001121.9                                                     | (5,25±0,73)×109                    | |
| SDSS J094202.04+042244.5                                                     | (5,13±0,71)×109                    | |
| QSO B0746+254                                                                | 5000                               | |
| QSO B2149-306                                                                | 5000                               | |
| NGC 1277                                                                     | 5000                               | |
| SDSS J090033.50+421547.0                                                     | (4,7±0,2)×109                      | |
| Messier 60                                                                   | (4,5±1,0)×109                      | |
| SDSS J011521.20+152453.3                                                     | (4,1±2,4)×109                      | |
| QSO B0222+185                                                                | 4000                               | |
| Hercules A (3C 348)                                                          | 4000                               | |
| Abell 1836-BCG                                                               | 3,61+0,41 −0,50×109                | |
| SDSS J213023.61+122252.0                                                     | (3,5±0,2)×109                      | |
| SDSS J173352.23+540030.4                                                     | (3,4±0,4)×109                      | |
| SDSS J025021.76-075749.9                                                     | (3,1±0,6)×109                      | |
| SDSS J030341.04-002321.9                                                     | (3,0±0,4)×109                      | |
| QSO B0836+710                                                                | 3000                               | |
| SDSS J224956.08+000218.0                                                     | (2,63±1,21)×109                    | |
| SDSS J030449.85-000813.4                                                     | (2,4±0,50)×109                     | |
| SDSS J234625.66-001600.4                                                     | (2,24±0,15)×109                    | |
| ULAS J1120+0641                                                              | 2000                               | |
| QSO 0537-286                                                                 | 2000                               | |
| NGC 3115                                                                     | 2000                               | |
| Q0906+6930                                                                   | 2000                               | |
| QSO B0805+614                                                                | 1500000                            | |
| Messier 84                                                                   | 1500000                            | |
| Abell 3565-BCG                                                               | 1,34+0,21 −0,19×109                | |
| NGC 7768                                                                     | 1,3+0,5 −0,4×109                   | |
| Black hole of central elliptical galaxy of MS 0735.6+7421                    | 1×109                              | |
| QSO B225155+2217                                                             | 1000                               | |
| QSO B1210+330                                                                | 1000                               | |
| NGC 6166                                                                     | 1000                               | |
| Cygnus A                                                                     | 1000                               | |
| Thiên hà Sombrero                                                            | 1000                               | |
| Markarian 501                                                                | 900000–3400000                     | |
| PG 1426+015                                                                  | (1,298±0,385)×109 467740000        | |
| 3C 273                                                                       | (8,86±1,87)×108 550000             | |
| Messier 49                                                                   | 560000                             | |
| NGC 1399                                                                     | 500000                             | |
| PG 0804+761                                                                  | (6,93±0,83)×108 190550000          | |
| PG 1617+175                                                                  | (5,94±1,38)×108 275420000          | |
| PG 1700+518                                                                  | 7,81+1,82 −1,65×108 60260000       | |
| NGC 4261                                                                     | 400000                             | |
| PG 1307+085                                                                  | (4,4±1,23)×108 281 840 000         | |
| SAGE0536AGN                                                                  | (3,5±0,8)×108                      | |
| NGC 1275                                                                     | 340000                             | |
| 3C 390.3                                                                     | (2,87±0,64)×108 338840000          | |
| II Zwicky 136                                                                | (4,57±0,55)×108 144540000          | |
| PG 0052+251                                                                  | (3,69±0,76)×108 218780000          | |
| Messier 59                                                                   | 270000                             | |
| PG 1411+442                                                                  | (4,43±1,46)×108 79430000           | |
| Markarian 876                                                                | (2,79±1,29)×108 240000             | |
| Thiên hà Tiên Nữ                                                             | 230000                             | |
| PG 0953+414                                                                  | (2,76±0,59)×108 182000             | |
| PG 0026+129                                                                  | (3,93±0,96)×108 53700000           | |
| Fairall 9                                                                    | (2,55±0,56)×108 79430000           | |
| Markarian 1095                                                               | (1,5±0,19)×108 182000              | |
| Messier 105                                                                  | 140000–200000                      | |
| Markarian 509                                                                | (1,43±0,12)×108 57550000           | |
| OJ 287 secondary                                                             | 100000                             | |
| RX J124236.9-111935                                                          | 100000                             | |
| Messier 85                                                                   | 100000                             | |
| NGC 5548                                                                     | (6,71±0,26)×107 123000             | |
| PG 1221+143                                                                  | (1,46±0,44)×108 40740000           | |
| Messier 88                                                                   | 80000                              | |
| Messier 81 (Bode's Galaxy)                                                   | 70000                              | |
| Markarian 771                                                                | (7,32±3,52)×107 75860000           | |
| Messier 58                                                                   | 70000                              | |
| PG 0844+349                                                                  | (9,24±3,81)×107 21380000           | |
| Centaurus A                                                                  | 55000                              | |
| Markarian 79                                                                 | (5,24±1,44)×107 52500000           | |
| Messier 96                                                                   | 48000                              | |
| Markarian 817                                                                | (4,94±0,77)×107 43650000           | |
| NGC 3227                                                                     | (4,22±2,14)×107 38900000           | |
| NGC 4151 primary                                                             | 40000                              | |
| 3C 120                                                                       | 5,55+3,14 −2,25×107 22900000       | |
| Markarian 279                                                                | (3,49±0,92)×107 41700000           | |
| NGC 3516                                                                     | (4,27±1,46)×107 23000              | |
| NGC 863                                                                      | (4,75±0,74)×107 17700000           | |
| Messier 82 (Cigar Galaxy)                                                    | 30000                              | |
| Messier 108                                                                  | 24000                              | |
| M60-UCD1                                                                     | 20000                              | |
| NGC 3783                                                                     | (2,98±0,54)×107 9300000            | |
| Markarian 110                                                                | (2,51±0,61)×107 5620000            | |
| Markarian 335                                                                | (1,42±0,37)×107 6310000            | |
| NGC 4151 secondary                                                           | 10000                              | |
| NGC 7469                                                                     | (12,2±1,4)×106 460000              | |
| IC 4329 A                                                                    | 9,90+1788 −1188×106 5010000        | |
| NGC 4593                                                                     | 5,36+937 −695×106 8130000          | |
| Messier 61                                                                   | 5000                               | |
| Messier 32                                                                   | 1500000–5000                       | |
| Sagittarius A*                                                               | 4300000                            | |